# El último dragón
El último dragón  (título original en inglés: The Last Dragon) es una película estadounidense de artes marciales de 1985, dirigida por Michael Schultz y producida por Rupert Hitzig para Berry Gordy.

## Argumento
Ambientada en la ciudad de Nueva York, la trama sigue a un estudiante adolescente de artes marciales llamado Leroy Green (a menudo llamado "Bruce Leroy", aunque él nunca se llama así) con sueños de convertirse en un gran artista marcial como su ídolo Bruce Lee. Leroy se embarca en una búsqueda para alcanzar el nivel más alto de logro en artes marciales, conocido como "El nivel definitivo". Se dice que los artistas marciales que alcanzan este "Nivel Final" poseen "El Aura", una energía mística que sólo puede ser alcanzada por un verdadero maestro de artes marciales. Cuando las manos de un luchador brillan, es uno de los mejores del mundo y cuando todo su cuerpo brilla, es el más grande maestro de artes marciales. En su viaje para convertirse en el "Último Dragón" y obtener el poder del "Aura", Leroy debe enfrentarse a villanos como una pandilla de arcade liderada por el magnate Eddie Arkadian y el gran malvado Sho'nuff, el Shōgun de Harlem, de quien también debe proteger a su hermano menor Richie y su interés amoroso, VJ Laura Charles.

## Reparto
- Taimak como Leroy Green
- Vanity como Laura Charles
- Christopher Murney como Eddie Arcadian
- Julius John Carry III como Sho'Nuff
- Faith Prince como Angela Viracco
- Leo O'Brien como Richie Green
- Chazz Palminteri como Hood #2
- Keshia Knight Pulliam como Sophia Green
- Glen Eaton como Johnny Yu
- Thomas Ikeda como mestre de Leroy
- Jim Moody como Daddy Green
- Mike Starr como Rock
- Lisa Loving como Sho's Woman # 3
- Ernie Reyes Jr. como Tai
- Queen Esther Marrow como Mama Green
- Jamal Mason como Roy
- BJ Barie como Jackie
- William H. Macy como JJ
- Carl Anthony Payne II como chico en la pizzería
- London Reyes como bailarín
- Jeffrey Dawson como seguridad